# Référendums en Nouvelle-Zélande
Les référendums d'initiative parlementaire ou populaire sont possibles en Nouvelle-Zélande via différentes lois qui organisent le cadre légal de cette forme de démocratie directe.

## Référendums d'initiative populaire
Une loi de 1993, dite Citizens Initiated Referenda Act 1993 permet à la population de mettre en œuvre des propositions d'origine populaire soumis à référendum, au caractère néanmoins non contraignant.
Les signatures d'au moins 10 % de l'ensemble des électeurs inscrits sur les listes électorales doivent pour cela être réunies dans un délai d'un an. En 2017, un total de 3 298 009 électeurs étaient inscrits sur les listes, ce qui équivaut à un seuil de 329 801 signatures, soit environ 900 signatures par jour sur une année. En pratique, ce nombre est cependant plus élevé pour pallier le nombre variable de signatures invalides ou en double.
La loi néo-zélandaise impose aux pétitionnaires de soumettre leurs projets au greffier de la Chambre des représentants et de s'acquitter d'un versement de 500 dollars néo zelandais. Ce dernier détermine lui-même la formulation de la question, qui peut varier sensiblement de celle proposée à l'origine, et établit le décompte des signatures pour en vérifier la validité. Dans un délai d'un mois suivant la présentation d'une pétition valide à la chambre, la date du référendum est établie. Celui-ci doit obligatoirement avoir lieu sous douze mois, à moins que la chambre ne décide de le différer par un vote à la majorité des 3/4 de ses membres. 
Un total de 33 pétitions sur toutes sortes de sujets ont été tentées depuis la mise en place des initiatives populaires dans le pays en 1993, dont seules quatre ont conduit à des référendums, en 1995, en 1999 par deux fois, en 2008 et en 2013, toutes les autres ayant échoué à réunir le montant de signatures exigé. Aucun quorum de vote positif ou de participation n'est exigé. Le parlement n'est cependant pas tenu de mettre en œuvre une proposition validée par les électeurs.

## Référendums d'initiative parlementaire

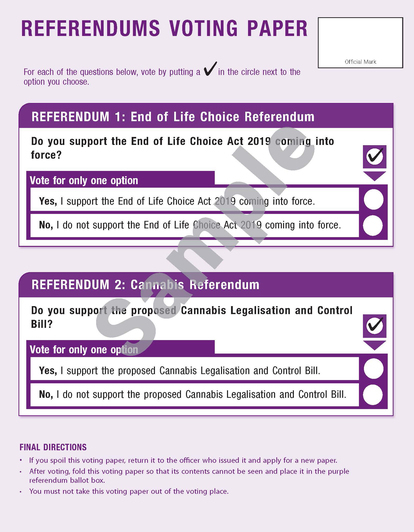
Bulletin de vote pour les deux référendums de 2020.